# Seiji Maehara
Seiji Maehara (前原 誠司?, Maehara Seiji; Kyoto, 30 aprile 1962) è un politico giapponese.

## Carriera
Membro della Camera dei rappresentanti dal 1993, Maehara è stato leader del Partito Democratico del Giappone dal 2005 al 2006. Ha poi ricoperto l'incarico di ministro del territorio e del turismo e di ministro degli affari esteri sotto l'amministrazione di Yukio Hatoyama e di Naoto Kan, prima di rassegnare le dimissioni per aver accettato donazioni illegali da una cittadina sudcoreana risedente in Giappone. Nel settembre 2017 ha assunto per alcuni mesi il ruolo di leader del Partito Democratico Progressista del Giappone.
Noto per le sue idee conservatrici, durante il suo mandato da ministro degli esteri si è distinto per la sua politica aggressiva nei confronti della Cina e per essere un forte sostenitore delle relazioni con gli Stati Uniti.